# Ignacio Somocurcio
Ignacio Somocurcio fue un militar y político peruano. Participó, junto con Andrés Avelino Cáceres en la Campaña de Tarapacá durante la Guerra del Pacífico.
Fue elegido diputado por la provincia de Canas en el congreso reunido en Arequipa en 1883 por el presidente Lizardo Montero luego de la derrota peruana en la guerra con Chile.
En 1890 ocupó el cargo de prefecto del departamento de Puno nombrado por el presidente Andrés Avelino Cáceres